# Distributed Power Unit

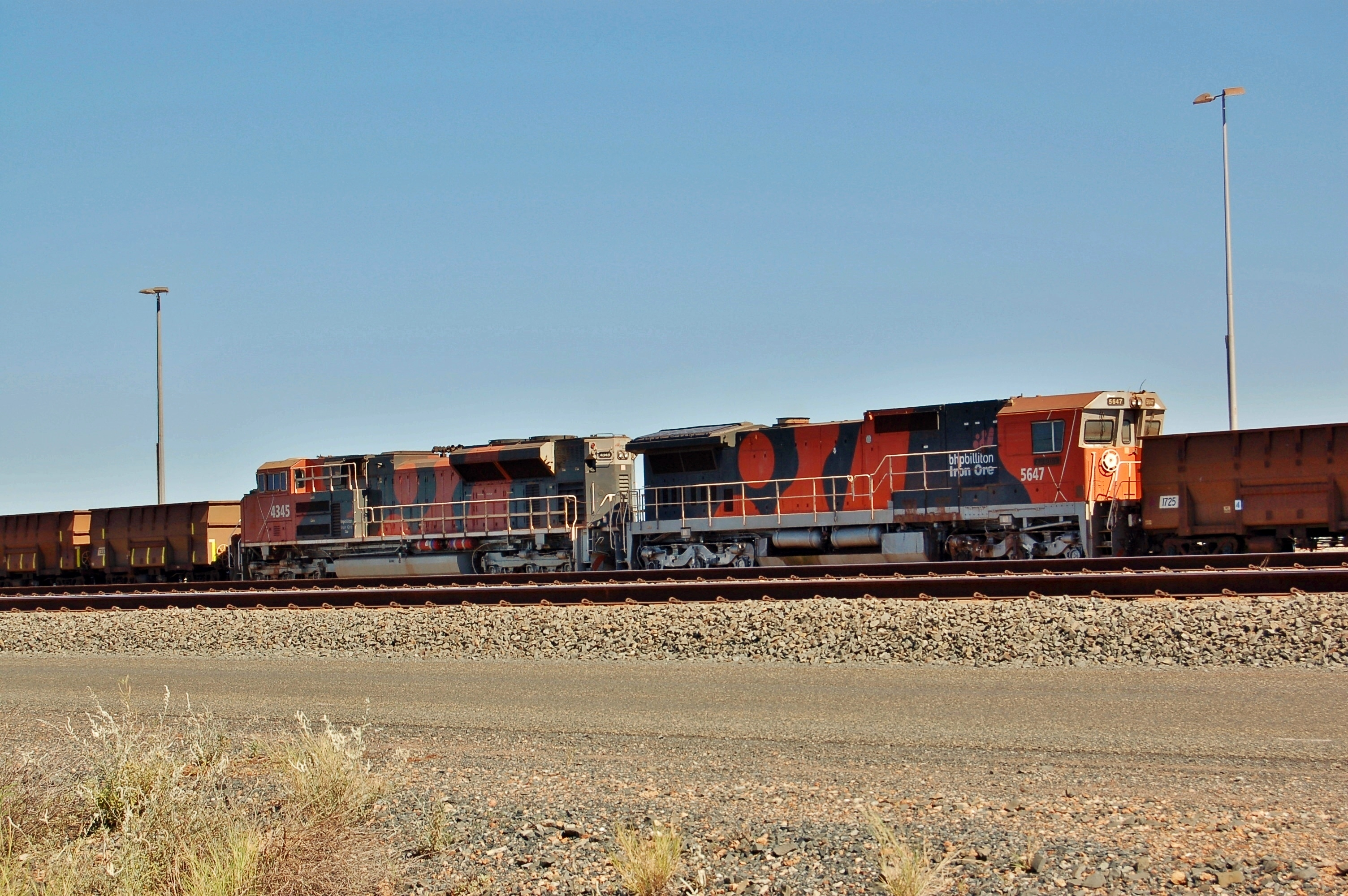
Zwei in Zugmitte als DPU eingesetzte Diesellokomotiven auf der Mount Newman Railway in Australien.

Als Distributed Power Unit (englisch: „Verteilte Traktionseinheit“), abgekürzt DPU, wird eine Lokomotive bezeichnet, welche inmitten oder am Ende eines Zuges eingesetzt wird und die Lokomotiven an der Zugspitze ferngesteuert unterstützt. Der Begriff wird meist bei Bahnen verwendet, die nach AAR-Standards betrieben werden.
Diese Variante der Zugbildung wird in Kanada, den Vereinigten Staaten, Australien, Südafrika und China bei schweren Güterzügen angewandt. Sie vermeidet Zerrungen in den mehreren Kilometer langen Zügen, die zu Kupplungsbrüchen führen können. Die verteilte Traktion erlaubt den Eisenbahngesellschaften, mehr Tonnage mit dem gleichen Personal zu befördern.
Die Zwischen- und Schiebelokomotiven sind meist nach ungefähr 100 Wagen eingereiht. Sie leiten einerseits an mehreren Stellen im Zug die Traktionskraft ein, anderseits erlauben sie eine zeitgleiche Absenkung des Drucks der Hauptleitung der Druckluftbremsen, so dass die Bremswirkung an mehreren Stellen des Zuges gleichzeitig einsetzt und nicht nur von der Zugspitze ausgeht. Dadurch wird auch der Bremsweg des Zuges verkürzt.
An den Endbahnhöfen werden Züge mit DPUs oft so zerlegt, dass das Be- und Entladen einfacher zu bewerkstelligen ist. Die DPU-Lokomotiven führen dabei ihren Zugteil als Spitzenlok durch die entsprechenden Anlagen.

## Steuerung
Die Fernsteuerung der DPUs erfolgt in der Regel über Funk und wird als RDP bezeichnet, was für Radio Distributed Power steht. In selteneren Fällen wird ein vorhandenes Kabel der elektropneumatischen Bremse für die Fernsteuersignale genutzt. Der Lokführer hat die Wahl, die Zugkräfte der ferngesteuerten Lokomotiven proportional zu derjenigen der Spitzenlokomotive oder aber von dieser unabhängig zu steuern. Die RDP-Steuerungen werden von den Firmen General Electric
und Wabtec hergestellt.
Bemannte Lokomotiven, die am Zugschluss als Schiebelokomotive eingesetzt sind, werden in den USA als Helpers bezeichnet, unbemannte als DPU.
Nicht zu verwechseln ist der Distributed Power Mode mit einem Zug im Push-Pull Mode (siehe auch Wendezug), bei welchem sich Lokomotiven an beiden Enden befinden, um ohne Rangieren des Triebfahrzeugs in beide Richtungen fahren zu können.